# Paul Anderson (velejador)
Paul Richard Anderson (26 de fevereiro de 1935 — 7 de março de 2022) foi um velejador britânico, medalhista olímpico. Ele competiu nos Jogos Olímpicos de Verão de 1968 na classe 5.5 Metre e conquistou a medalha de bronze, ao lado de Robin Aisher e Adrian Jardine.
Em junho de 2011, ele recebeu a Cruz de Oficial da Ordem do Império Britânico por seus serviços como oficial das Olimpíadas Especiais da Grã-Bretanha.